# 7179 Gassendi
A 7179 Gassendi (ideiglenes jelöléssel 1991 GQ6) a Naprendszer kisbolygóövében található aszteroida. Eric Walter Elst fedezte fel 1991. április 8-án.